# Belmont Abbey College
Belmont Abbey College es una universidad privada católica de artes liberales en Belmont, Carolina del Norte. Fue fundada en 1876 por los monjes benedictinos de la abadía de Belmont. El colegio está afiliado a la Iglesia Católica y a la Orden de San Benito. Belmont Abbey es la única universidad en Carolina del Norte afiliada a la Iglesia Católica.

## Historia

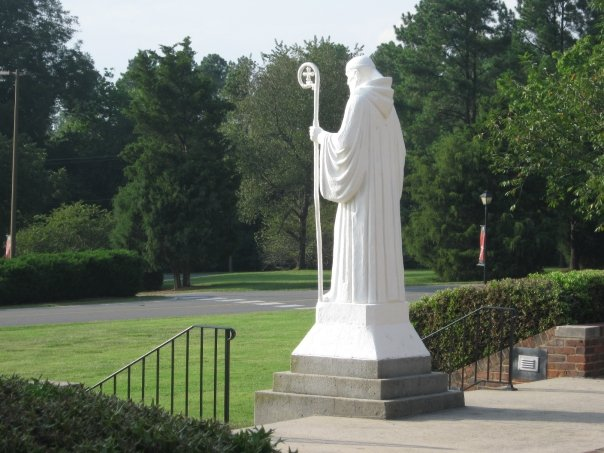
San Benito

Belmont Abbey College fue fundado en 1876 como St. Mary's College por monjes benedictinos de la Archiabadía de San Vicente en Pensilvania.  El padre Jeremiah O'Connell compró la granja Caldwell y donó el terreno a los benedictinos, con la esperanza de que la comunidad fundara una institución educativa católica en las Carolinas.  El 21 de abril de 1876, el padre Herman Wolfe, de San Vicente, llegó con dos alumnos para tomar posesión del inmueble e iniciar las clases. En 1878, el colegio celebró sus primeros ejercicios de graduación. Katharine Drexel, benefactora del monasterio y del colegio, visitó la Abadía de Belmont en 1904. El nombre actual del colegio fue adoptado en 1913.
En 1967, John Oetgen, presidente de la universidad y sacerdote benedictino, confirió un título honorífico al evangelista protestante Billy Graham, marcando lo que en ese momento se consideró un gesto ecuménico audaz. 
Belmont Abbey, que originalmente era una universidad para hombres jóvenes, se convirtió en una institución mixta en 1972.  En 1987, el Sacred Heart College para mujeres se fusionó con la abadía y su campus comenzó a albergar una variedad de clases y programas de la abadía. 
El distrito histórico de Belmont Abbey se agregó al Registro Nacional de Lugares Históricos en 1993.  Incluye en su centro la Catedral de la Abadía de Belmont, que figura por separado. Otros edificios que contribuyen incluyen el Brothers' Building (1893, 1897, 1904), Old Science (1893), Jubilee Hall (1897), el Monasterio (1880, 1891 y 1894), el College Building (o Stowe Hall, 1886, 1888)., 1898), Saint Leo Hall (1907) y The Haid (1929). 

### Postura LGBTQ+
En 2016, la universidad, junto con otras facultades y universidades religiosas en todo Estados Unidos, fue objeto de crecientes críticas por parte de activistas LGBT por negarse a implementar políticas contra la discriminación en nombre de estudiantes lesbianas, gays, bisexuales y transgénero. Belmont Abbey College argumentó que su condición de institución principalmente católica estaba en conflicto con estas políticas antidiscriminatorias. En una declaración, la universidad afirmó que tales políticas "abdicarían de la responsabilidad de la comunidad universitaria en su conjunto de actuar de acuerdo con su identidad fundamental como comunidad que públicamente se identifica a sí misma como en comunión con la Iglesia Católica". 

### Controversia sobre la cobertura de la atención médica de los profesores
En 2007, la administración de la universidad eliminó la cobertura de atención médica para "aborto, anticoncepción y esterilización voluntaria" después de descubrir que estaban cubiertos por la política de atención médica de la universidad. Ocho profesores respondieron presentando quejas ante el Departamento de Seguros de Carolina del Norte, la Comisión de Igualdad de Oportunidades en el Empleo y el Centro Nacional de Derecho de la Mujer. Este último amenazó con demandar a los ocho miembros de la facultad, varios de los cuales supuestamente eran católicos de toda la vida. 
El 11 de noviembre de 2011, Belmont Abbey College demandó al gobierno federal por una nueva regulación que exige que los planes de seguro médico de los empleadores proporcionen cobertura gratuita de anticonceptivos y esterilización, incluso si puede ser contraria a sus creencias religiosas. " 

## Instalaciones

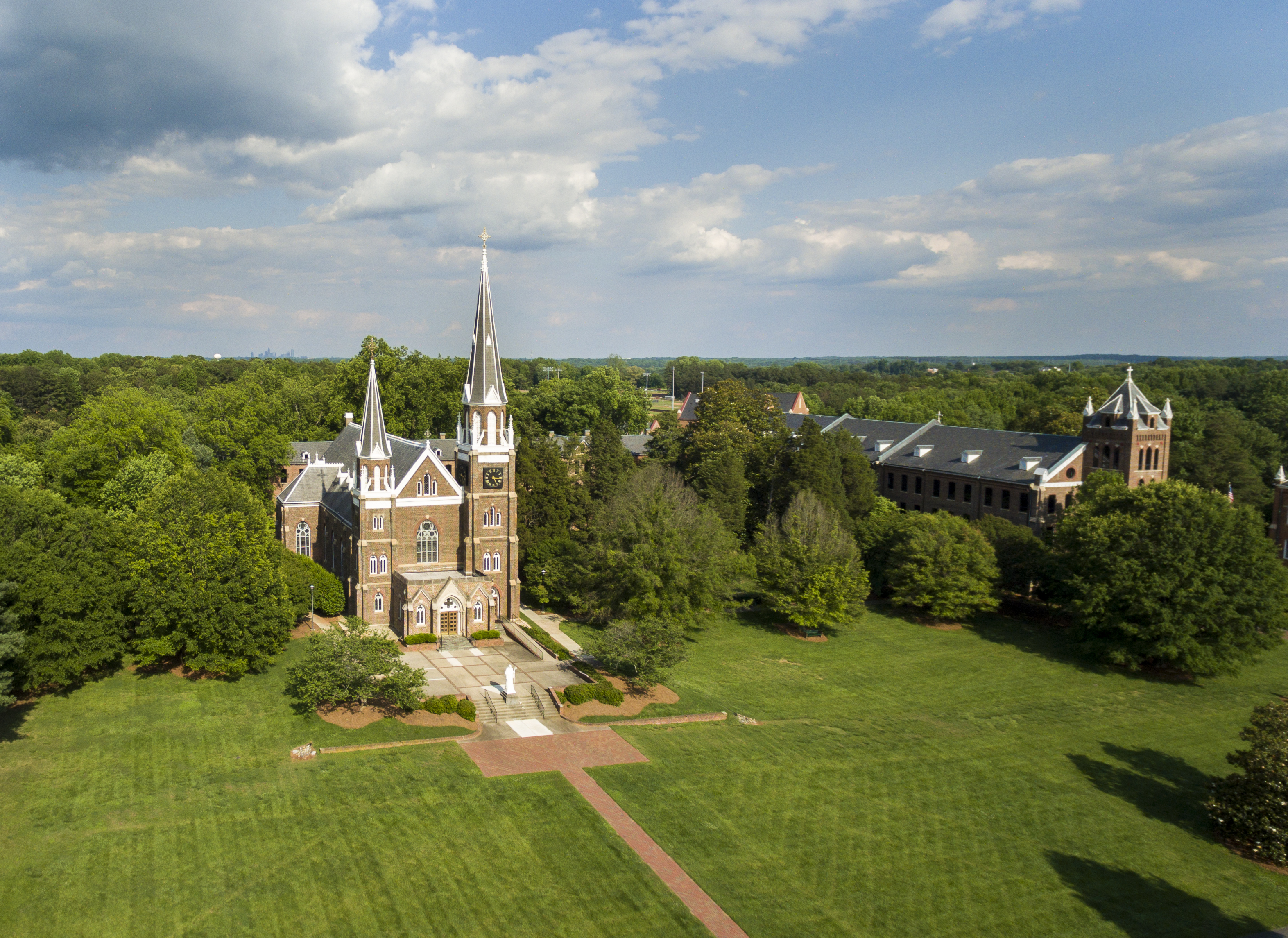
Vista aérea del Belmont Abbey College

Maurus Hall está ubicado centralmente en el campus y alberga una sala de estudiantes, una parrilla y la cafetería Holy Grounds. Frente a Maurus Hall se encuentra el Haid, que sirve como teatro estudiantil y comunitario. El Haid se construyó originalmente como gimnasio. Los Abbey Players actúan ahora allí. A lo largo de Abbey Lane, hacia el otro extremo del campus, se encuentran la Biblioteca Vincent Abbot Taylor y el Salón de Ciencias William Gaston. Las oficinas administrativas están ubicadas en Robert Stowe Hall, con aulas en el segundo y tercer piso. St. Leo's Hall, construido en estilo benedictino americano, alberga la librería del campus y la tienda católica en el primer piso. Las oficinas de los profesores están ubicadas en St. Leo's Hall y el Auditorio Grace está ubicado en el tercer piso.
El patio está ubicado entre las residencias estudiantiles Poellath y O'Connell, ambas construidas a principios de la década de 1960. Raphael Arthur Hall, construido en 1967, ofrece a los estudiantes habitaciones individuales y se encuentra en la colina sobre Poellath, cerca de Campus Police. La Capilla de Adoración Eucarística de San José, dedicada en 2008, se encuentra frente al Campus Police. Wheeler Athletic Center, terminado en 1970, está ubicado detrás de Poellath Hall. En la parte trasera del campus se encuentran los cuatro edificios de apartamentos Cuthbert Allen, construidos en 1989. El recientemente renovado Student Commons, ubicado junto a la nueva cafetería, alberga la sala de correo del campus, máquinas de refrigerios, una sala de estar y oficinas de Student Life. Detrás de Student Commons se encuentran las residencias universitarias St. Scholastica y St. Benedict. La Gruta de Lourdes, un santuario oficial de peregrinación está situada detrás de O'Connell Hall.

### Basílica de la Abadía de María Auxiliadora

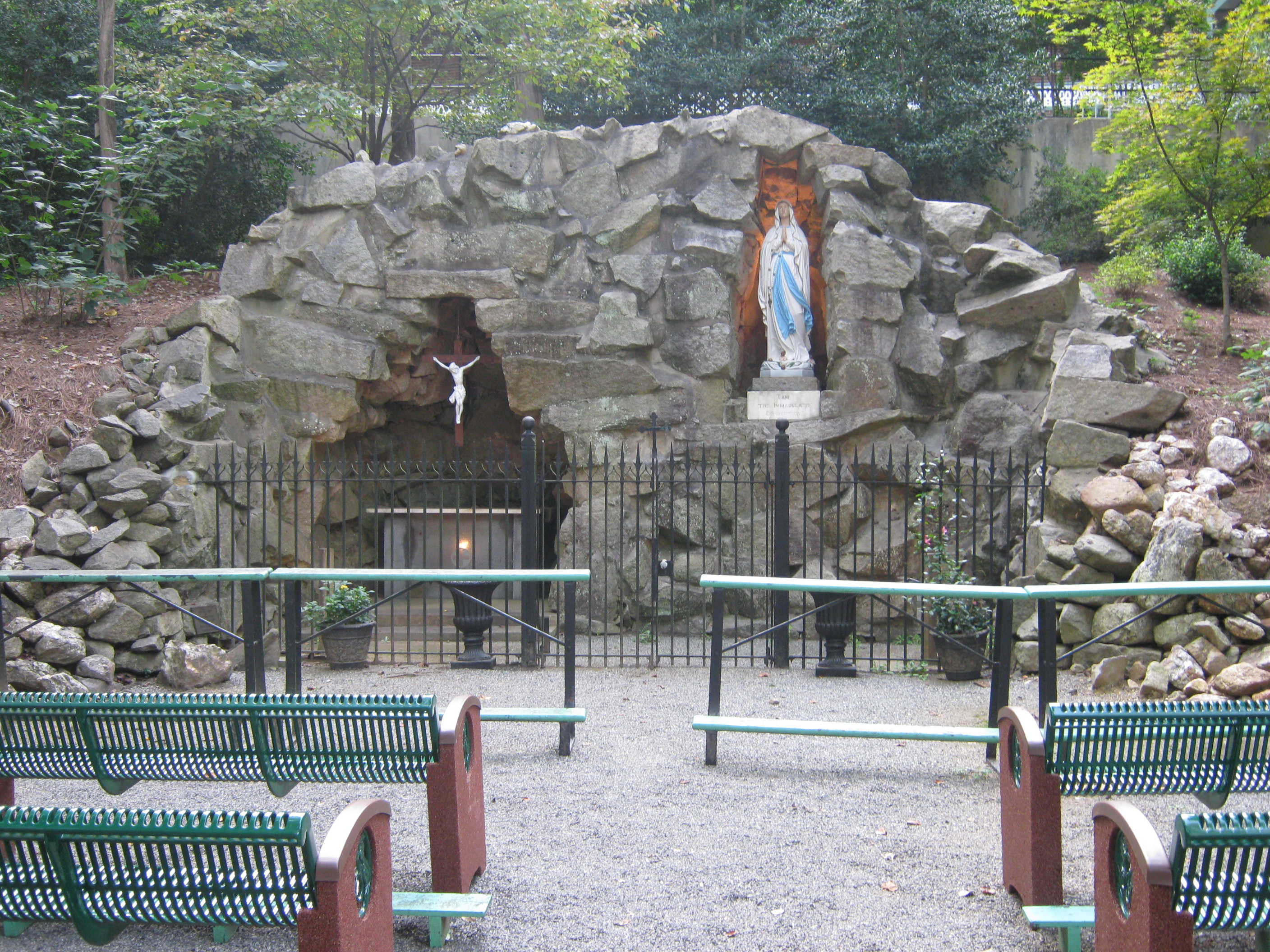
La Gruta de Lourdes

La Iglesia de la Abadía, el edificio más destacado del campus de la universidad, se completó en 1894 bajo la supervisión del abad Leo Haid. Drexel hizo importantes donaciones para completar la estructura, que sirvió como la primera y única catedral de Carolina del Norte antes de la construcción de la Diócesis de Raleigh en 1924. La iglesia está construida en estilo neogótico con ladrillo y granito, en forma de cruz latina. Las torres de la iglesia, llamadas Ora (la más alta) y Labora (la más pequeña), se pueden ver desde la mayor parte del campus universitario. La más alta de las dos torres sostiene campanas que suenan para señalar la celebración de la Eucaristía y la Liturgia de las Horas. La comunidad monástica continúa celebrando servicios diarios que están abiertos al alumnado y al público. Tras el Concilio Vaticano II, el interior de la Iglesia Abacial fue renovado en estilo modernista para facilitar las reformas litúrgicas de la época. En 1975, Belmont Abbey perdió su estatus territorial y rango de catedral ante la recién creada Diócesis de Charlotte. En 1998, el Papa Juan Pablo II nombró a la iglesia de la abadía basílica menor en reconocimiento a la importancia histórica y estética de la estructura. 

### Extensión del Sagrado Corazón
Las Hermanas de la Misericordia de Belmont residen en el Convento del Sagrado Corazón, en el centro de Belmont. El convento está ubicado en un campus compuesto por varias organizaciones, incluidas Catherine's House, Holy Angels y Mercy Heritage Center, archivos de las Hermanas de la Misericordia de las Américas. En 1892, las hermanas comenzaron una escuela de perfeccionamiento para niñas que finalmente se convirtió en una institución con carreras de cuatro años, el Sacred Heart College. Sacred Heart College cerró en 1987, y Belmont Abbey ahora alquila una sección del Sacred Heart College y la llama Sacred Heart Extension; Se ofrecen clases en Sacred Heart para estudiantes de grado tradicional y adulto. Belmont Abbey continúa ofreciendo servicios de exalumnas a los graduados de Sacred Heart College. 

### Capilla de Adoración de San José

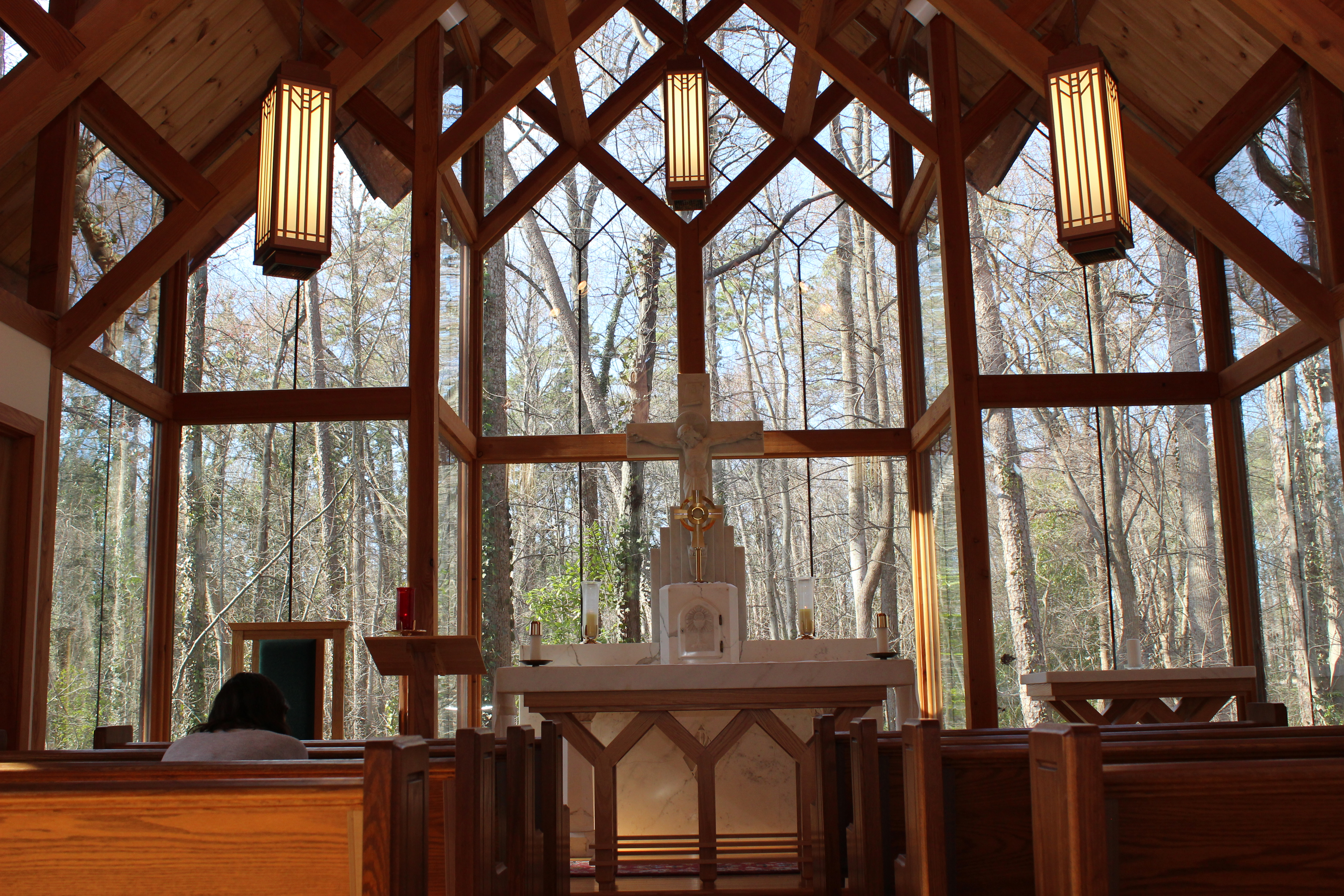
Capilla de Adoración de San José

La Capilla de Adoración de San José fue dedicada el 7 de noviembre de 2008. Fue el primer proyecto de construcción bajo la presidencia de Bill Thierfelder. El Dr. Thierfelder quería que todos los que vinieran al campus de Belmont Abbey College, el colegio encontrara su centro en Jesucristo. Durante los semestres de otoño y primavera, la capilla está abierta las 24 horas del día para oraciones y el Santísimo Sacramento se expone de 6:00 a. m. a 9:00 p. m.

### Expansión
El presidente de la universidad propuso planes en 2008 para construir una nueva residencia en el campus para facilitar una mayor inscripción.  En el otoño de 2012, comenzó la construcción de dos nuevas residencias que se inaugurarán en el otoño de 2013.
En el verano de 2011, comenzó la construcción de una cafetería integrada de última generación. La construcción se completó a tiempo para que la nueva cafetería se abriera al cuerpo estudiantil a partir del otoño de 2012.
La universidad abrió dos nuevas residencias universitarias en el semestre de otoño de 2023; Los retrasos en la construcción obligaron a abrir las salas a mitad del semestre. 

## Académica

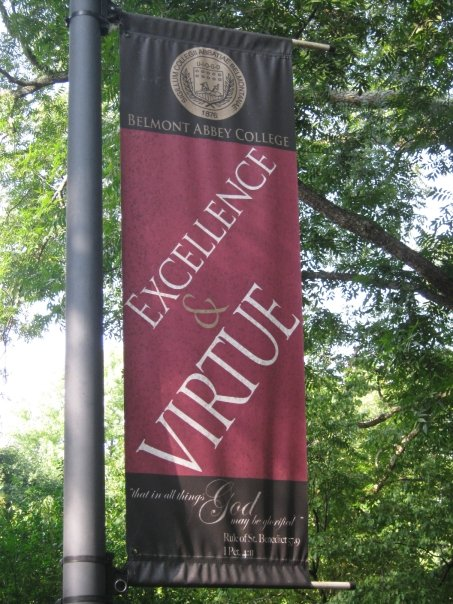
Recordatorio del compromiso aristotélico del colegio

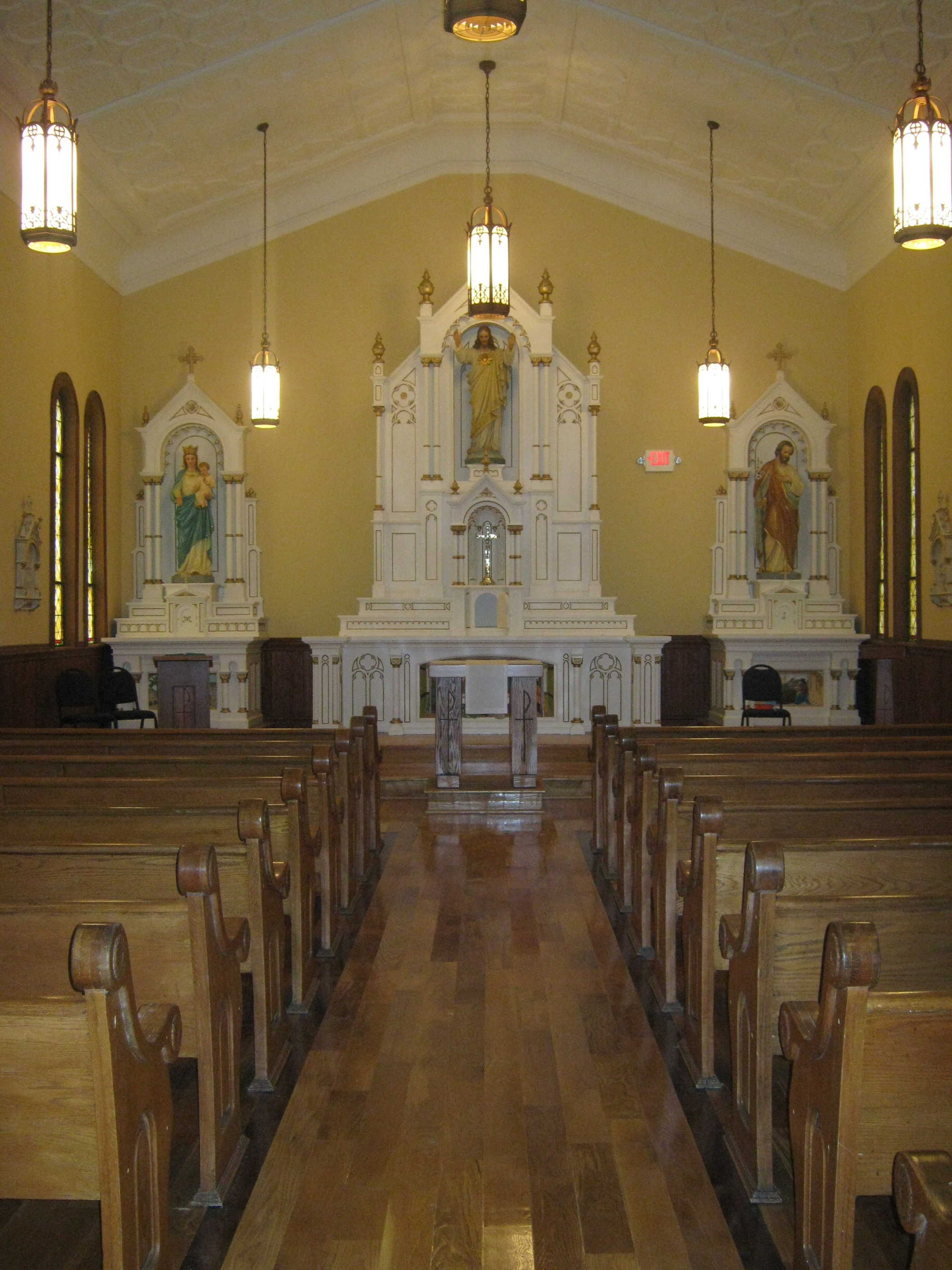
Capilla del Sagrado Corazón

La abadía está acreditada por la Asociación de Colegios y Escuelas del Sur y aprobada por la Asociación Médica Estadounidense .  Más del 80 por ciento del personal docente de Belmont Abbey tiene títulos de doctorado en sus materias. Después de completar un plan de estudios básico, los estudiantes declaran una especialización y se concentran en las áreas de estudio elegidas. 
El Simposio de primer año de la universidad, obligatorio para los estudiantes entrantes de primer año, busca aclimatar a los nuevos estudiantes a la vida universitaria. Impartido por profesores de diversos campos, este curso explica las teorías de una educación liberal e introduce a los estudiantes a la Regla de San Benito y la tradición intelectual católica. 
Está respaldado por La Guía Newman para elegir una universidad católica.

## Vida de estudiante

### Organizaciones y vida griega
La Abadía tiene más de 40 organizaciones estudiantiles, una Asociación de Gobierno Estudiantil activa y muchas organizaciones griegas que pertenecen al Consejo Griego de la universidad. Kappa Sigma es la única fraternidad activa en el campus. Las hermandades de mujeres activas son Tau Kappa Delta y Alpha Sigma Pi, y también está activa la organización de servicios comunitarios y colegiados Epsilon Sigma Alpha.

### Jugadores de la abadía
Belmont Abbey tiene un departamento de teatro. Los Abbey Players se fundaron en 1883 y han sido parte de la vida del campus desde entonces.  Actualmente, el teatro produce seis espectáculos al año, representando un amplio repertorio de drama, comedia y musicales. La participación en Abbey Players está abierta a cualquier miembro interesado de la comunidad universitaria; Los estudiantes, profesores, personal y monjes aparecen juntos regularmente. Además, funciona como Belmont Community Theatre, que atrae a artistas de teatro del área circundante de Metrolina.

### Glee Club
En 1940, los clubes Belmont Abbey y Sacred Heart Glee realizaron una gira por las Carolinas y Georgia, presentándose en Columbia, Charleston, Augusta, Greensboro, Raleigh y Wilmington. 

### Comida
La cafetería del campus está ubicada en el lado residencial del campus, al lado de Walter Coggins Student Commons. Robert Lee Stowe Hall contiene una parrilla y una cafetería Holy Grounds.

### Alojamiento
Los estudiantes de primer año entrantes deben vivir en Poellath u O'Connell, residencias universitarias de dos pisos diferenciadas por sexo. A partir del otoño de 2013, los estudiantes de último año tuvieron la opción de vivir en los recién construidos Saint Benedict Hall y Saint Scholastica Hall, residencias residenciales diferenciadas para hombres y mujeres respectivamente. Raphael Arthur Hall ofrece habitaciones individuales. Además de las cinco residencias universitarias en el campus, los estudiantes de último año son elegibles para vivir en uno de los cuatro edificios de apartamentos Cuthbert Allen en el campus o en Cloisters, apartamentos fuera del campus en las cercanías de Mount Holly, Carolina del Norte.
Los Belmont Abbey Crusaders participan en el programa de la División II de la NCAA. Los Crusaders son miembros de la Conferencia Carolinas . Lacrosse masculino y femenino, golf femenino. Para la temporada 2009 se han agregado tenis masculino y femenino y atletismo masculino y femenino. Al McGuire fue entrenador de baloncesto de los Crusaders de 1957 a 1964. Durante su mandato, el equipo tuvo 5 apariciones en torneos de postemporada. En 2009, el equipo Crusaders Baseball alcanzó la Serie Mundial de la División II de la NCAA, en el USA Baseball Training Complex ubicado en Cary, Carolina del Norte. Los Crusaders ocuparon el sexto lugar en sus respectivos torneos regionales y ganaron cuatro partidos consecutivos contra equipos clasificados a nivel nacional para capturar su primer campeonato regional. Los Crusaders cayeron ante los eventuales campeones nacionales Lynn University después de ganar dos seguidos. Los Crusaders terminaron la temporada en el tercer lugar de la nación.
En 2012, los equipos de voleibol femenino, fútbol femenino y baloncesto masculino ganaron el título de la Conferencia Carolinas de la División II de la NCAA. En 2018, el equipo masculino de lacrosse ganó el título de la Conferencia Carolinas de la División II de la NCAA.
En 2021, los equipos de baloncesto femenino y masculino ganaron los títulos de las Carolinas de la Conferencia de la División II de la NCAA.
Como miembro de la Conferencia Carolinas, Belmont Abbey College compite anualmente por el Premio Messick de la liga, que se presenta por demostrar el mejor espíritu deportivo general durante todo el calendario de la conferencia. A partir de 2019, Belmont Abbey Athletics ganó el premio Messick general cuatro veces: 2011–12, 2012–13, 2013–14 (empate) y 2016–17. 

## Exalumnos notables
- Jordan Anderson - piloto de NASCAR
- David Brumbaugh - Cámara de Representantes de Oklahoma
- Joseph Cryan - senador estatal y exlíder de la mayoría de la Asamblea General de Nueva Jersey
- Clay Dimick - jugador de fútbol
- Joseph Lennox Federal - Obispo de Salt Lake City de 1960 a 1980
- Hal Haid - jugador de béisbol [19]
- Winder R. Harris – Representante de Estados Unidos en Virginia
- Nikki Hornsby - músico
- Franklin Lawson - entrenador de fútbol de Georgia Perimeter College
- Robert G. Marshall - Cámara de Delegados de Virginia
- Patrick McHenry – Representante de EE. UU. por Carolina del Norte, Portavoz Protémpore de la Cámara de Representantes de EE.UU.
- Eugene O'Dunne: juez antirracista pionero en el Tribunal Supremo de Baltimore
- Emilio Pagán - jugador de béisbol
- Alex Pledger - jugador de baloncesto
- Michal Smolen – piragüista de slalom
- Tony Suárez - futbolista
- Vincent Stanislaus Waters - Obispo de la Diócesis Católica Romana de Raleigh
- Patti Wheeler: presidenta y propietaria de Wheeler Television Inc.